# 新安晚报
《新安晚报》是中华人民共和国的一份晚报，创刊于1993年1月1日，由安徽日报报业集团主办，是安徽省与合肥市发行量最大、广告收入最多、影响力最广的报纸，以“为老百姓办，给老百姓看”为办报宗旨，日发行量70多万份。该报现时在安徽省10个城市开设分印点，每天平均出版20版左右。

## 历史
1992年8月19日，中共安徽省委宣传部批复，同意《新安晚报》试刊。同年9月8日，《新安晚报》经国家新闻出版署批准创刊，10月9日出版试刊号。
1993年1月1日，《新安晚报》创刊，创刊初期为对开4版大报、周三刊，1995年1月改为4开8版小报，逐渐改为每日出版。1994年10月12日，该报首次提出“为老百姓办，给老百姓看”的办报宗旨。
2005年3月1日，《新安晚报》由每天下午出版提前到早晨出版。2007年3月，安徽日报报业集团与南非MIH集团签订合作协议，决定将《新安晚报》的广告、发行及印务中心的经营性资产，改由安徽日报报业集团与南非MIH集团共同组建的中外合作公司新安传媒有限公司运营。2008年9月16日，新安传媒有限公司正式挂牌成立。
2009年9月，《新安晚报》改版。此次改版引进了平面视觉系统，并科学调整内容结构，同时推出“合肥新闻”板块，加大了对省会新闻的报道力度。

## 荣誉
该报曾先后获得“中国最具价值媒体100强”、“全国十大晚报”、“中国报业创新奖”、“中国报业年度创新品牌”等荣誉称号。

## 新媒体
《新安晚报》的新媒体发展较为成熟。在2010年9月9日，《新安晚报》开办“新安传媒网”和互动社区“99度社区”。2012年7月，经安徽省网宣办批准，“新安传媒网”改名为“安徽网”。而安徽网负责运营的新安晚报、安徽网官方微博的影响力位居安徽平面媒体首位，《新安晚报》官方微博也进入了“全国晚报官方微博十强”。另外，该报还开办了官方微信和客户端“大皖”。在2010年11月22日，《新安晚报》130多名编辑和记者全部配备iPhone 4，成为安徽第一支全媒体新闻采编团队。
2015年，《新安晚报》入选国家新闻出版广电总局的“数字出版转型示范单位”。

## 争议事件
2003年1月7日，《新安晚报》刊发了合肥工业大学南区北大门口车祸的报道，报道认为死难者的不幸是由于闯红灯造成的，引起部分学生的不满，也形成了合肥学生游行事件。当天18点左右，学生游行至《新安晚报》社，喊出“《新安晚报》，胡说八道”的口号，要求《新安晚报》公开道歉。
2015年7月11日，《新安晚报》官方微博发布《安徽小伙车祸后倒地无人理 打120自救》的报道。报道称，一名青年驾驶摩托车与一辆轿车碰撞后摔在路上，引来了几十名路人的围观，但无人拨打120救援，于是青年自行拨打120自救。后查实该报道与事实严重不符，事发现场有他人打电话报警并帮助青年。
2016年5月5日，《新安晚报》以《我的右肾去哪儿了》为题，报道了安徽宿州男子刘永伟右肾“失踪”的消息。报道称，2015年6月，刘永伟发生交通事故，因为当地医院救治效果不佳，他连夜被转院到徐州医学院附属医院治疗。由于情况紧急，胸外科副主任医师胡波赶到现场，并在第二天上午由他主刀进行手术。手术后，刘永伟在山东省立医院检查显示，未见确切显示右肾。同年9月，刘永伟到南京军区南京总医院做了腹部B超，检查报告显示“右肾缺如”。此后他去数家医院检查都是同样的结果，怀疑医生胡波把刘永伟的肾“拿掉了”。2016年1月5日，在胡波对刘永伟的再次复查中，胡波发现了刘永伟的右肾缺如，并对患者进行了主动告知。该报道传出后，引发网友的广泛关注，当事医院和医生也因此陷入舆论漩涡。5月10日，徐州市卫计委公布了安徽男子刘永伟“肾丢失”情况的最终调查结果，确认刘永伟术后右肾存在，目前呈现为外伤性移位、变形、萎缩。而当事医生也以个人的名义起诉《新安晚报》。后经调查，该报道表述不准确，解释医学术语“右肾缺如”为右肾“失踪”，对“右肾缺如”原因追究不彻底，展现医患关系各方观点不对等，引发社会误读为“切肾”“盗肾”。
2016年7月，新安晚报社分别对涉及上述两起报道的当事编辑、记者及相关责任人作出调离原岗位、停职、罚款、诫勉谈话等处理。另外，安徽省新闻出版广电局对新安晚报社作出通报批评并处以警告、罚款1万元的行政处罚，对《安徽小伙车祸后倒地无人理　打120自救》的当事编辑作出警告的行政处罚。